# Protea neriifolia
Protea neriifolia es una especie de arbusto perteneciente a la familia Proteaceae. Es nativa de Sudáfrica.

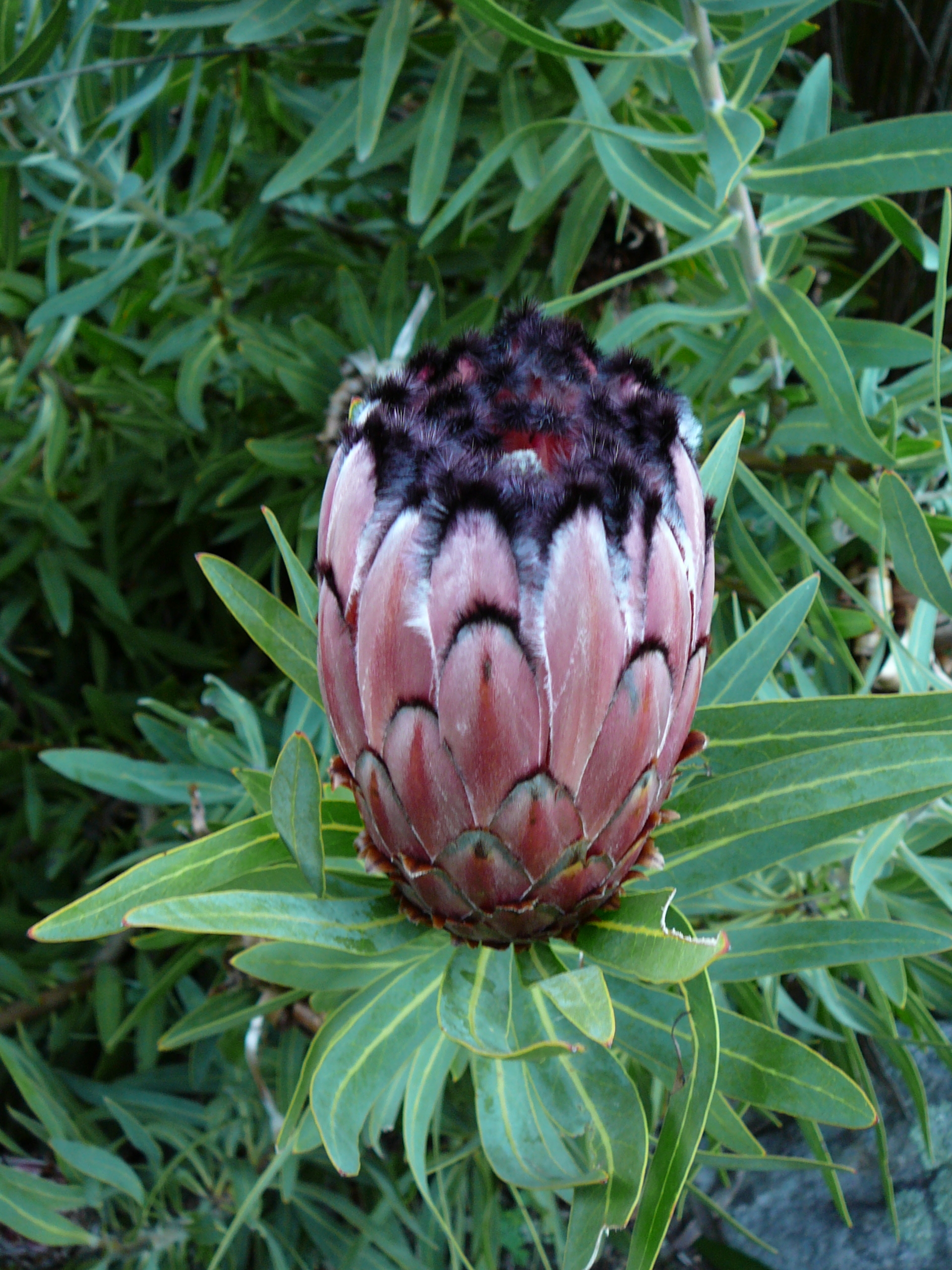
Detalle de la inflorescencia

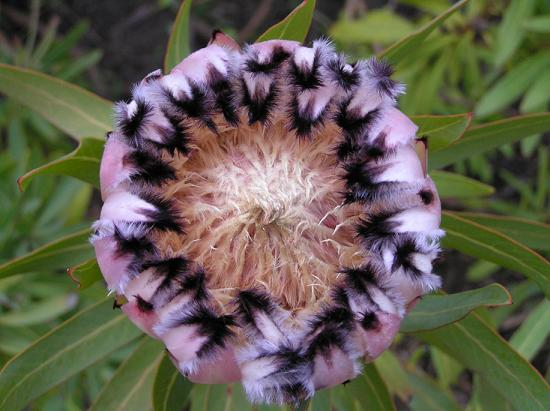
Flor

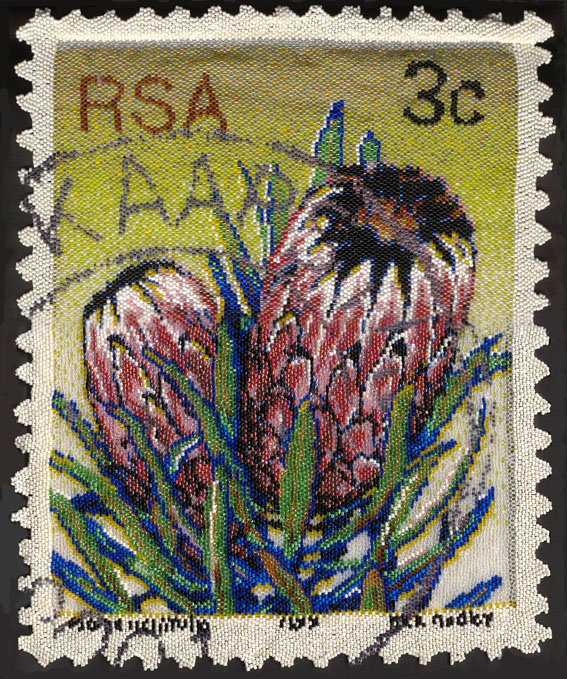
En sello postal de Sudáfrica

## Descripción
Es un arbusto grande, con un crecimiento de alrededor de 3 metros a 5 metros de altura. Su flor varía de color desde el rosa al color verde-crema, con un flequillo negro que integra  al blanco.

## Distribución
Protea neriifolia se produce en los suelos derivados de piedra arenisca, en las sierras costeras del sur de Sudáfrica , entre Ciudad del Cabo y Port Elizabeth. Se encuentra en altitudes que van desde el nivel del mar hasta los 1300 metros.

## Ecología
La especie es polinizada por insectos diversos, incluyendo los escarabajos de las proteas, otros escarabajos y también las aves que son atraídas por los insectos y néctar.

## Taxonomía
A pesar de que fue descubierta por los europeos en 1597, y fue objeto de una ilustración botánica en 1605, la planta fue descrita solamente como una especie distinta en 1810 por el botánico Robert Brown.
Protea neriifolia fue descrito por Robert Brown y publicado en Philosophical Magazine and Journal x: 81. 1810.
Etimología
Protea: nombre genérico que fue creado en 1735 por Carlos Linneo en honor al dios de la mitología griega Proteo que podía cambiar de forma a voluntad, dado que las proteas tienen muchas formas diferentes. 
neriifolia: epíteto
Sinonimia
- Scolymocephalus neriifolius Kuntze	[2]